# Charles Bent

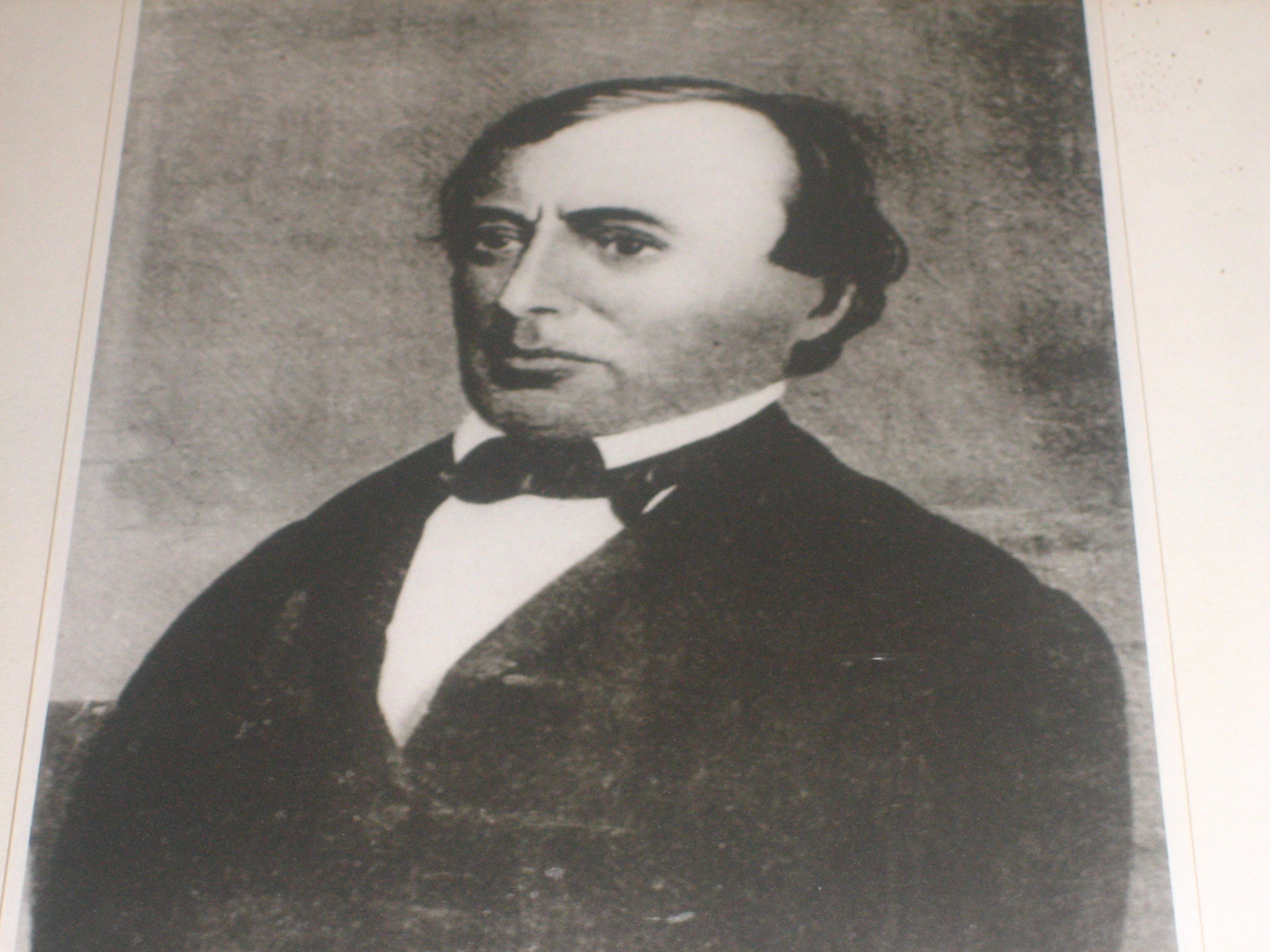
Charles Bent

Charles Bent (* 11. November 1799 in Charleston, Virginia; † 19. Januar 1847 in Taos, New-Mexico-Territorium) war ein US-amerikanischer Politiker und von 1846 bis 1847 Gouverneur des New-Mexico-Territoriums.

## Frühe Jahre
Im Jahr 1806 zog der im heutigen West Virginia geborene Charles Bent mit seiner Familie nach St. Louis in Missouri. Charles Bent besuchte dann für kurze Zeit das Jefferson College in Canonsburg (Pennsylvania). Ab 1822 war er im Pelzhandel tätig. Im Jahr 1825 gründete er zusammen mit einem Partner namens Josuah Pilcher eine Pelzhandelsfirma. Bald stellte sich aber heraus, dass diese Firma nicht mit der mächtigen American Fur Company konkurrieren konnte. Aus diesem Grunde wandte sich Bent nun dem Südwesten zu und trat um 1828 mit dem Gebiet um Santa Fe in Handelsbeziehungen. Zu diesem Zeitpunkt war das spätere New-Mexico-Territorium noch Teil von Mexiko.

## Geschäftlicher Aufstieg
Im Jahr 1829 führte Charles Bent zusammen mit seinem Bruder William eine Handelsexpedition auf dem Santa Fe Trail in das spätere New-Mexico-Territorium. Im Jahr 1830 ging Bent eine Partnerschaft mit einem in der Stadt Taos ansässigen Händler namens Ceran St. Vrain ein. Die neue Firma nahm einen rasanten Aufschwung und erreichte hinter der American Fur Company einen zweiten Platz im Pelzhandel. Zeitweise arbeiten die beiden Firmen auch zusammen. Die Firma errichtete Außenposten, darunter Bent’s Old Fort am Arkansas River. Außerdem beschränkte sich der Handel nicht nur auf das Pelzgeschäft. Bents Firma handelte mit vielen Waren, die teilweise von der Ostküste eingeführt wurden.

## Persönlichkeit
Charles Bent wurde mit der Zeit ein reicher Mann. Sein Verhalten gegenüber der einheimischen Bevölkerung im späteren New-Mexico-Territorium war von Arroganz und Überheblichkeit geprägt. Bald brachte ihn sein Verhalten in Schwierigkeiten. Es kam nicht nur zu Anklagen, sondern auch zu handgreiflichen Auseinandersetzungen zwischen Bent und seinen Freunden auf der einen Seite sowie der einheimischen Bevölkerung auf der anderen Seite. Dabei hat auch Bent genau wie seine Gegner mit illegalen Mitteln wie Drohungen und Einschüchterungen gearbeitet.

## Gouverneur im New-Mexico-Territorium
Der Ausbruch des Amerikanisch-Mexikanischen Krieges ließ die Lage um Charles Bent in New Mexico eskalieren. Der amerikanische General Stephen W. Kearny marschierte in das Gebiet ein und ernannte, bevor er nach Kalifornien weiterzog, ausgerechnet Charles Bent zum ersten zivilen Territorialgouverneur der eroberten Provinz. Zum Schutz des Gebietes wurde eine kleine Truppe unter dem Befehl von Oberst Sterling Price zurückgelassen. Viele Einwohner des Landes waren aber mit der neuen Herrschaft nicht einverstanden. Einige trauerten der alten Verbindung mit Mexiko nach, andere befürchteten den Verlust ihrer privaten Güter und wieder andere hassten Charles Bent wegen dessen Einstellung gegenüber den Mexikanern. Im Dezember 1846 planten die einflussreichen Familien des Landes einen Aufstand gegen die neue Herrschaft. Der Gouverneur und Oberst Price konnten diese Verschwörung schon im Vorfeld aufdecken. Einige Anführer wurden verhaftet, aber die zwei gefährlichsten Anführer der Bewegung konnten entkommen.
Bald darauf sah es so aus, als sei der Aufstand niedergeschlagen und der Gouverneur erließ eine entsprechende Proklamation, die wieder in einem arroganten und anmaßenden Ton verfasst war. Charles Bent ist dann im Januar 1847 ohne militärischen Schutz in seine Heimatstadt Taos gereist. Dort wurde er in seinem Haus von einigen Verschwörern überfallen und ermordet. In den folgenden Monaten konnte Oberst Price das Land beruhigen. Die meisten Aufständischen wurden gefasst und teilweise hingerichtet. Bis zum Juli 1847 war der Aufstand endgültig niedergeschlagen.